# クレスト (商業施設)
クレスト (CREST) は、広島県呉市にあるJR西日本呉駅の駅ビルである。

## 概要
1981年（昭和56年）7月7日に呉駅ビル名店街として開業。地上4階建て、6300平方メートルの建物に各種専門店や飲食店が入居している。1997年（平成9年）3月21日のリニューアル開業時に「クレスト」の愛称が付けられた。
開業時の運営会社は呉ステーション開発株式会社（資本金1億円）で、国鉄が55パーセントを出資していた。国鉄分割民営化を経てJR西日本グループとなり、2007年（平成19年）に同じく同社の子会社である中国ステーション開発株式会社と合併、中国SC開発呉支店の管理運営となった。

## 主なテナント

### 1階
- フレスタ呉駅ビル店（スーパーマーケット）
- リトルマーメイド（ベーカリー）
- 中島薬局（薬局）
- ちから（うどん・甘党）
- 徳兵衛（お好み焼・鉄板焼）

### 2階
- ボストン（洋菓子）
- サラダボウル（雑貨）
- タツミヤ（婦人服）
- リサイクルキング（貴金属売買）
- スマートカラーkirei（美容室（白髪染め専門店））
- ココカラファイン（ドラッグストア）
- ロッテリア（ファーストフード）
- ヘアーサロン西林（理容）

### 3階
- 廣文館（書籍・文具）
- TBC（エステティックサロン）
- くびれサーキット（フィットネス・美容）
- 得得屋（100円ショップ）
- 松本歯科医院（クリニック）

### 4階
- ダンススタジオFLEX（ダンス教室）